# Hakaniemi

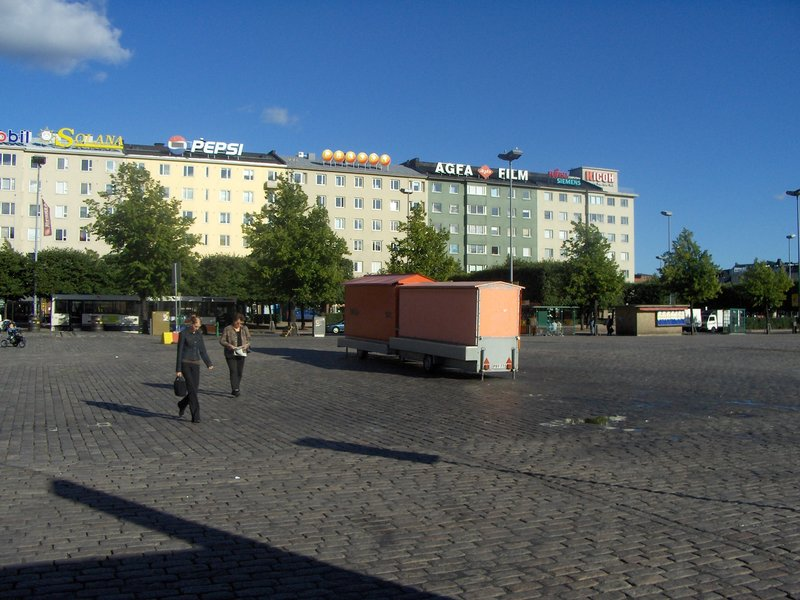
La Plaza del Mercado en Hakaniemi.

Hakaniemi es un distrito de la ciudad de Helsinki, capital de Finlandia. Se encuentra en el centro de la ciudad. Históricamente ha sido asociado con las clases bajas y obreras, aunque en los últimos años el coste de la vida ha aumentado y está a la par de los demás distritos del centro. Los puntos más conocidos de Hakaniemi incluyen una gran y animada plaza de mercado, las sedes de muchos sindicatos y del partido político más grande de Finlandia (PSD), además del Hotel Hilton de Helsinki. 
- Datos: Q1569858
- Multimedia: Hakaniemi / Q1569858